# خالد المحيسن
الدكتور خالد بن عبد المحسن بن محمد المحيسن الرئيس السابق للهيئة الوطنية لمكافحة الفساد في السعودية. عين في منصبه بمرتبة وزير في 29 يناير 2015، وأعفي في 30 أغسطس 2019. في 18 أكتوبر 2020 تم تعيينه عضوًا في مجلس الشورى السعودي في دورته الثامنة، ودورته التاسعة في 2024م.